# 胡憲 (宋朝)
胡憲（1086年—1162年），字原仲，號籍溪先生。建宁崇安（今福建省武夷山市）人。北宋政治人物、文學家。經學家胡安國的侄子。
生而靜愨，不妄笑語，從胡安國學習，又向譙定學《易》。紹興中期，入太學。紹興十三年（1143年）朱熹之父朱松臨終指定胡憲、劉勉之、劉子翬為朱熹的業師，朱熹自稱向胡憲學習最久。
有行義聞名於朝廷，朱震、劉子羽、呂祉皆向皇帝推薦，赐进士出身，授左迪功郎。秦桧死，召为秘书正字，曾上疏言：「金人大治汴京宮室，勢必敗盟。今元臣、宿將惟張浚、劉錡在，識者皆謂金果南牧，非此兩人莫能當。」紹興三十二年（1162年）卒。